# Sue Jones-Davies
Sue Jones-Davies (* 1. Januar 1949) ist eine aus Wales stammende britische Schauspielerin, Sängerin und Politikerin (Plaid Cymru).

## Leben
Sie hat einen Abschluss der Universität Bristol. Jones-Davies spielte in der originalen Londoner Produktion von Jesus Christ Superstar sowie 1979 als Judith in der Monty-Python-Komödie Das Leben des Brian. Ferner trat sie in mehreren britischen Fernsehserien auf. In den 1970er-Jahren sang Jones-Davies für die Gruppe The Bowles Brothers Band. In letzter Zeit widmet sie sich der walisischen Sprache in der Musikgruppe Cusan Tan und im walisischen Fernsehen.
Von 2008 bis 2009 war sie Bürgermeisterin, seither Gemeinderätin der walisischen Stadt Aberystwyth. Sie setzte sich 2008 für die Aufhebung eines angeblichen Verbots von Aufführungen des Films Das Leben des Brian in Aberystwyth ein, wobei sich herausstellte, dass ein solches Verbot gar nie bestanden hatte. Sie war verheiratet und hat drei Söhne.

## Filmografie (Auswahl)
- 1979: Radio On
- 1979: Das Leben des Brian (Monty Python’s Life of Brian)
- 1984: Facelift
- 1991: Der Tod war schneller (A Mind to Kill)
- 1992: Elenya – In Kriegszeiten (Elenya)
- 1994: Deadly Advice – Ein mörderischer Spaß (Deadly Advice)
- 1997: Cameleon
- 1997: Die Insel in der Vogelstraße (The Island on Bird Street)
- 1998: Vom Fliegen und anderen Träumen (The Theory of Flight)
- 1999: Salomon und Gaenor (Solomon and Gaenor)
- 2000: Ein todsicheres Geschäft (Undertaker’s Paradise)
- 2013: Delight